# Das Modell
Das Modell (česky Modelka) je singl německé industrial metalové skupiny Rammstein. Vyšel 23. listopadu 1997. Jedná se o cover verzi singlu Das Model skupiny Kraftwerk.
K písni byl natočen videoklip, ten se však členům skupiny nelíbil, a tak zůstal nedostupný. Na počátku skladby promlouvá francouzská střihačka Mathilde Bonnefoy: "Mesdames et messieurs, nous avons l'honneur ce soir, de vous présenter la nouvelle collection de Rammstein", zřejmě narážka na prezentace oděvních kolekcí. Následně je slyšet klapot podpatků po přehlídkovém molu. Náhle modelka zakopne a padá na zem, doprovázená posměchem diváků a začínají kytarové riffy.
Píseň byla hrána na živo jen jednou, 23. října 1998 v St. Louis v rámci Family Values Tour. Druhý song Kokain byl také hrán jen dvakrát nebo třikrát. Klávesista Flake Lorenz navíc uvedl, že bylo těžké tyto písně prosadit do živého vystoupení.

## Tracklist
- Das Modell – 4:46
- Kokain – 3:07
- Alter Mann (Special Version) – 4:24
- Rammstein Computerspiel für Windows